# Tennessee Titans 2018
La stagione 2018 dei Tennessee Titans è stata la 49ª della franchigia nella National Football League, la 59ª complessiva, la 22ª nello stato del Tennessee e la prima con Mike Vrabel come capo-allenatore. Per il terzo anno consecutivo la squadra terminò con 9 vittorie e 7 sconfitte ma questa volta non riuscì a qualificarsi per i playoff.

## Pre-stagione

### Cambio del capo-allenatore
Cambio del capo-allenatore
Il 15 gennaio 2018, i Titans e l'ex capo-allenatore Mike Mularkey condivisero la decisione di porre fine al suo incarico, dopo 3 stagioni e un record di 20–21. Cinque giorni dopo, i Titans ingaggiarono l'ex-coordinatore difensivo degli Houston Texans Mike Vrabel come nuovo capo-allenatore. Vrabel divenne il 18º capo-allenatore nella storia della franchigia.

## Scelte nel Draft 2018

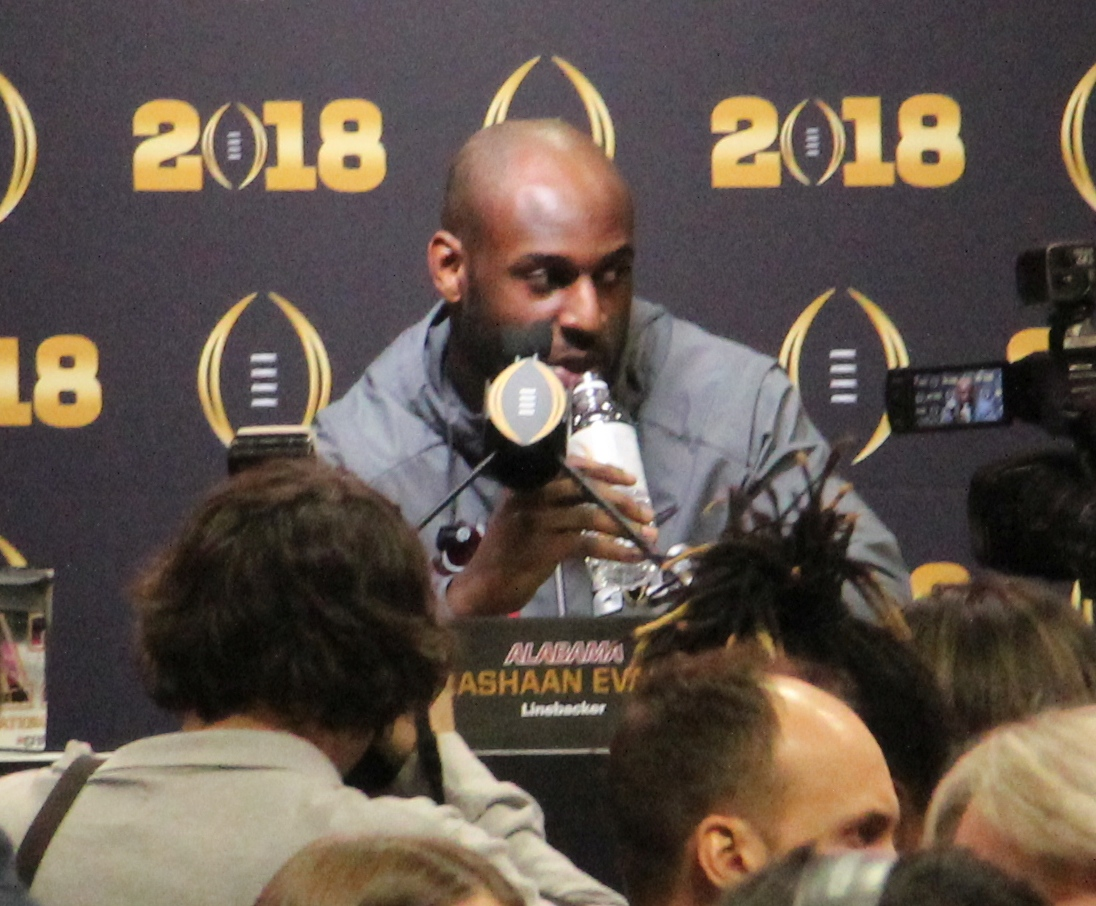
Rashaan Evans è stato la scelta del primo giro dei Titans nel Draft 2018

| Scelte dei Titans nel Draft 2018 |        |                 |       |                  |
| Giro                             | Scelta | Giocatore       | Ruolo | College          |
| 1                                | 22     | Rashaan Evans   | ILB   | Alabama          |
| 2                                | 41     | Harold Landry   | OLB   | Boston College   |
| 5                                | 152    | Dane Cruikshank | S     | Arizona          |
| 6                                | 199    | Luke Falk       | QB    | Washington State |

Scambi di scelte
| Anno | Giro | Assoluta | Squadra            | Giocatore/scelta ricevuta                                                             |
| ---- | ---- | -------- | ------------------ | ------------------------------------------------------------------------------------- |
| 2018 | 1    | 25       | Baltimore Ravens   | Scelta nel 1º giro (22ª assoluta) e scelta compensatoria nel 6º giro (215ª assoluta). |
| 2018 | 4    | 125      | Baltimore Ravens   | Scelta nel 1º giro (22ª assoluta) e scelta compensatoria nel 6º giro (215ª assoluta). |
| 2018 | 2    | 57       | Oakland Raiders    | Scelta nel 2º giro (41ª assoluta).                                                    |
| 2018 | 3    | 89       | Oakland Raiders    | Scelta nel 2º giro (41ª assoluta).                                                    |
| 2018 | 5    | 162      | Baltimore Ravens   | Scelta nel 5º giro (152ª assoluta).                                                   |
| 2018 | 6    | 215      | Baltimore Ravens   | Scelta nel 5º giro (152ª assoluta).                                                   |
| 2018 | 7    | 243      | Kansas City Chiefs | Defensive lineman David King.                                                         |

### Undrafted free agent
| Giocatore       | Ruolo | College            |
| --------------- | ----- | ------------------ |
| Austin Barnard  | P/K   | Samford            |
| Cameron Batson  | WR    | Texas Tech         |
| Deontay Burnett | WR    | USC                |
| Dalyn Dawkins   | RB    | Colorado State     |
| Nick DeLuca     | ILB   | North Dakota State |
| Matthew Diaz    | OT    | Wagner             |
| Matt Dickerson  | DE    | UCLA               |
| Nico Falah      | C     | USC                |
| Sharif Finch    | OLB   | Temple             |
| Rico Gafford    | CB    | Wyoming            |
| Elijaah Goins   | CB    | Ohio State         |
| Joshua Kalu     | S     | Nebraska           |
| Ryan McKinley   | CB    | Montana            |
| Elijah Nkansah  | OT    | Toledo             |
| Mike Ramsay     | DT    | Duke               |
| Larry Rose III  | RB    | New Mexico State   |
| Devin Ross      | WR    | Colorado           |
| Aaron Stinnie   | G     | James Madison      |
| Jordan Veasy    | WR    | California         |
| Akrum Wadley    | RB    | Iowa               |
| Damon Webb      | S     | Ohio State         |
| Ethan Wolf      | TE    | Tennessee          |

## Staff
| Staff dei Tennessee Titans nel 2018 |
| --- |
| Organi dirigenziali - Proprietario – KSA Industries - Proprietario di maggioranza – Amy Adams Strunk - Presidente/Chairman/CEO – Steve Underwood - Vicepresidente esecutivo e general manager – Jon Robinson - Vicepresidente della dirigenza sportiva – Vin Marino - Vicepresidente del personale giocatori – Ryan Cowden - Direttore degli osservatori del college – Jon Salge - Direttore degli osservatori dei giocatori – Brian Gardner - Assistente del direttore degli osservatori dei giocatori – Kevin Turks Capo allenatore - Mike Vrabel Altri allenatori - Preparatore atletico – Tom Kanavu. - Assistente p.a. – Brian Bell - Assistente p.a. – Taylor Porter Allenatori dell'attacco - Coordinatore offensivo – Matt LaFleur - Quarterback – Pat O'Hara - Running back – Tony Dews - Wide receiver – Rob Moore - Tight end – Arthur Smith - Offensive line – Keith Carter - Assistente offensivo – Mike Sullivan - Assistente offensivo – Luke Steckel Allenatori della difesa - Coordinatore difensivo – Dean Pees - Defensive line – Terrell Williams - Outside linebacker – Shane Bowen - Inside linebacker – Tyrone McKenzie - Defensive back − Kerry Coombs - Assistente difensivo – Scott Booker - Assistente difensivo – Ryan Crow - Controllo qualità della difesa – Matt Pees Allenatori dello special team - Coordinatore dello special team – Craig Aukerman - Assistente dello special team – Matt Edwards |

## Roster
| Roster dei Tennessee Titans nel 2018 |
| --- |
| Quarterback - 8 Marcus Mariota - 7 Blaine Gabbert Running Back - 22 Derrick Henry - 33 Dion Lewis - 32 David Fluellen Wide Receiver - 17 Cameron Batson - 84 Corey Davis - 15 Darius Jennings - 19 Tajae Sharpe - 13 Taywan Taylor Tight End - 86 Anthony Firkser - 81 Jonnu Smith - 88 Luke Stocker - 85 MyCole Pruitt Offensive Linemen - 77 Taylor Lewan T - 78 Jack Conklin T - 71 Dennis Kelly T - 69 Tyler Marz T - 64 Josh Kline G - 62 Corey Levin G - 67 Quinton Spain G - 61 Aaron Stinnie G - 60 Ben Jones C Defensive Linemen - 99 Jurrell Casey DE - 90 DaQuan Jones DE - 92 Matt Dickerson DE - 97 Darius Kilgo NT - 94 Austin Johnson NT - 96 Bennie Logan NT Linebacker - 44 Kamalei Correa OLB - 91 Derrick Morgan OLB - 98 Brian Orakpo OLB - 56 Sharif Finch OLB - 58 Harold Landry OLB - 53 Daren Bates ILB - 55 Jayon Brown ILB - 51 Will Compton ILB - 54 Rashaan Evans ILB - 59 Wesley Woodyard ILB - 42 Robert Spillane ILB Defensive Back - 21 Malcolm Butler CB - 31 Kevin Byard FS - 29 Dane Cruikshank SS - 20 Kenneth Durden CB - 25 Adoree' Jackson CB - 28 Kendrick Lewis FS - 26 Logan Ryan CB - 36 LeShaun Sims CB - 41 Brynden Trawick FS - 24 Kenny Vaccaro SS Special Team - 48 Beau Brinkley LS - 6 Brett Kern P - 4 Ryan Succop K Lista delle riserve - 10 Michael Campanaro WR (IR) - 82 Delanie Walker TE (IR) - 66 Kevin Pamphile G (IR) - 93 Johnny Maxey DE (IR) - 50 Nate Palmer ILB (IR) - 24 Kalan Reed CB (IR) - 23 Tye Smith CB (IR) - 37 Johnathan Cyprien SS (IR) - 3 Austin Barnard P (IR) Squadra di allenamento - 39 Dalyn Dawkins RB - -- Roger Lewis WR - 83 Devin Ross WR - 76 David Quessenberry G - -- Jamil Douglas G - 45 LaTroy Lewis LB - -- Nigel Harris LB - 47 Joshua Kalu CB - 35 Damon Webb S 53 attivi, 9 inattivi, 9 nella squadra di allenamento |
| Legenda - I rookie sono in corsivo. - Il primo ruolo è il principale mentre gli eventuali successivi indicano i ruoli secondari. - (IR) sta per Injured Reserve ed indica la lista ristretta per un solo giocatore infortunato che può tornare ad allenarsi dopo la settimana 6 e a rientrare in prima squadra dopo che questa ha giocato 8 partite. - (NF-Inj.) / (NF-Ill.) stanno rispettivamente per Non-Football Injured e Non-Football Illness ed indicano le liste dove viene inserito un giocatore che ha un infortunio o una malattia non dipendente dal football americano. - (PUP) sta per Physically Unable to Perform ed indica la lista dove viene inserito un giocatore mentre è in attesa di recuperare la condizione fisica. Nella stagione regolare dopo la sesta partita giocata dalla propria squadra, il giocatore ha tempo tre settimane per riprendere ad allenarsi, più tre settimane aggiuntive dal suo rientro agli allenamenti per rientrare in prima squadra. |

## Calendario

### Precampionato
| Precampionato |       |                      |           |        |                |         |
| Settimana     | Data  | Avversario           | Risultato | Record | Stadio         | Sintesi |
| 1             | 09/08 | Green Bay Packers    | S 17–31   | 0–1    | Lambeau Field  | Sintesi |
| 2             | 18/08 | Tampa Bay Buccaneers | S 14–30   | 0–2    | Nissan Stadium | Sintesi |
| 3             | 25/08 | Pittsburgh Steelers  | S 6–16    | 0–3    | Heinz Field    | Sintesi |
| 4             | 30/08 | Minnesota Vikings    | S 3–13    | 0–4    | Nissan Stadium | Sintesi |

### Stagione regolare

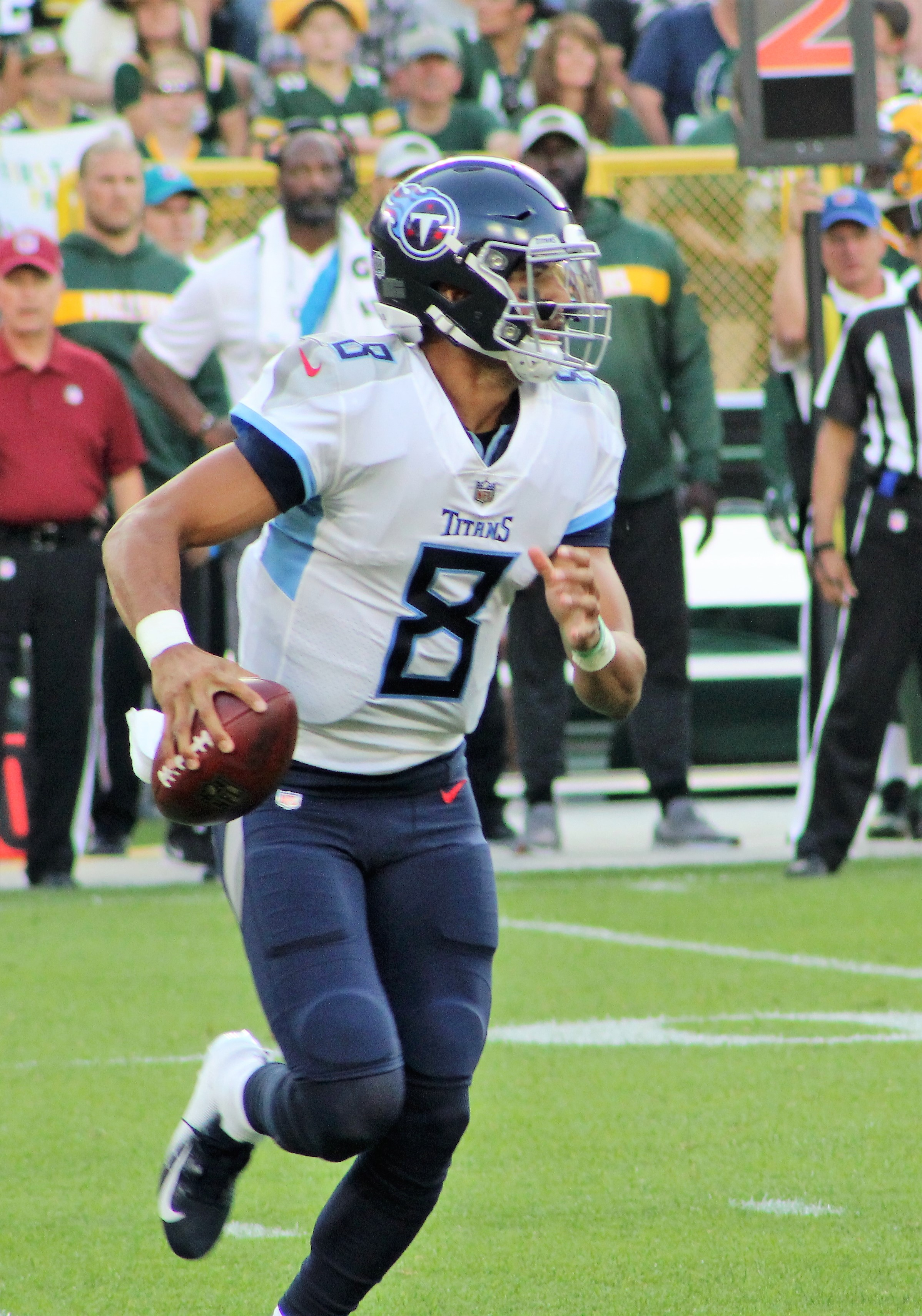
Marcus Mariota nella pre-stagione 2018

L'11 gennaio 2018, la NFL annunciò che i Titans avrebbero giocato contro i Los Angeles Chargers in una delle partite disputate a Londra al Wembley Stadium di Londra, in Inghilterra, con i Chargers come squadra di casa. Sarà la prima apparizione dei Titans nell'NFL International Series. La partita si svolse nel corso della settimana 7 (21 ottobre). La data esatta, l'ora e l'emittente televisiva della partita furono annunciati insieme al resto del calendario della stagione regolare 2018.
| Stagione regolare |                         |                    |                    |                    |                    |
| Turno             | Avversario              | Risultato          | Record             | Stadio             | Sintesi            |
| 1                 | at Miami Dolphins       | S 20–27            | 0–1                | Hard Rock Stadium  | Recap              |
| 2                 | Houston Texans          | V 20–17            | 1–1                | Nissan Stadium     | Recap              |
| 3                 | at Jacksonville Jaguars | V 9–6              | 2–1                | TIAA Bank Field    | Recap              |
| 4                 | Philadelphia Eagles     | V 26–23 dts        | 3–1                | Nissan Stadium     | Recap              |
| 5                 | at Buffalo Bills        | S 12–13            | 3–2                | New Era Field      | Recap              |
| 6                 | Baltimore Ravens        | S 0–21             | 3–3                | Nissan Stadium     | Recap              |
| 7                 | at Los Angeles Chargers | S 19–20            | 3–4                | Wembley Stadium    | Recap              |
| 8                 | Settimana di pausa      | Settimana di pausa | Settimana di pausa | Settimana di pausa | Settimana di pausa |
| 9                 | at Dallas Cowboys       | V 28–14            | 4–4                | AT&T Stadium       | Recap              |
| 10                | New England Patriots    | V 34–10            | 5–4                | Nissan Stadium     | Recap              |
| 11                | at Indianapolis Colts   | S 10–38            | 5–5                | Lucas Oil Stadium  | Recap              |
| 12                | at Houston Texans       | S 17–34            | 5–6                | NRG Stadium        | Recap              |
| 13                | New York Jets           | V 26–22            | 6–6                | Nissan Stadium     | Recap              |
| 14                | Jacksonville Jaguars    | V 30–9             | 7–6                | Nissan Stadium     | Recap              |
| 15                | at New York Giants      | V 17–0             | 8–6                | MetLife Stadium    | Recap              |
| 16                | Washington Redskins     | V 25–16            | 9–6                | Nissan Stadium     | Recap              |
| 17                | Indianapolis Colts      | S 17–33            | 9–7                | Nissan Stadium     | Recap              |

Note
- Gli avversari della propria division sono in grassetto.

#### Risultati

##### Settimana 1: at Miami Dolphins
A causa di due posticipi per maltempo, l'incontro durò per 7 ore e 10 minuti, il più lungo dalla fusione AFL-NFL nel 1970.

## Classifiche

### Division
| AFC South              | AFC South | AFC South | AFC South | AFC South | AFC South | AFC South | AFC South | AFC South |
| vedi • disc. • mod.    | V         | S         | P         | PCT       | DIV       | CONF      | PF        | PS        |
| ---------------------- | --------- | --------- | --------- | --------- | --------- | --------- | --------- | --------- |
| (3) Houston Texans     | 11        | 5         | 0         | .688      | 4–2       | 9–3       | 402       | 316       |
| (6) Indianapolis Colts | 10        | 6         | 0         | .625      | 4–2       | 7–5       | 433       | 344       |
| Tennessee Titans       | 9         | 7         | 0         | .563      | 3–3       | 5–7       | 310       | 303       |
| Jacksonville Jaguars   | 5         | 11        | 0         | .313      | 1–5       | 4–8       | 245       | 316       |

### Conference
| American Football Conference           | American Football Conference | American Football Conference | American Football Conference | American Football Conference | American Football Conference | American Football Conference | American Football Conference | American Football Conference | American Football Conference | American Football Conference |
| Pos.                                   | Squadra                      | Division                     | V                            | S                            | P                            | PCT                          | DIV                          | CONF                         | SOS                          | SOV                          |
| -------------------------------------- | ---------------------------- | ---------------------------- | ---------------------------- | ---------------------------- | ---------------------------- | ---------------------------- | ---------------------------- | ---------------------------- | ---------------------------- | ---------------------------- |
| Capolista di Division                  |                              |                              |                              |                              |                              |                              |                              |                              |                              |                              |
| 1                                      | Kansas City Chiefs           | West                         | 12                           | 4                            | 0                            | .750                         | 5–1                          | 10–2                         | .480                         | .401                         |
| 2                                      | New England Patriots         | East                         | 11                           | 5                            | 0                            | .688                         | 5–1                          | 8–4                          | .482                         | .494                         |
| 3                                      | Houston Texans               | South                        | 11                           | 5                            | 0                            | .688                         | 4–2                          | 9–3                          | .471                         | .435                         |
| 4                                      | Baltimore Ravens             | North                        | 10                           | 6                            | 0                            | .625                         | 3–3                          | 8–4                          | .496                         | .450                         |
| Wild Card                              |                              |                              |                              |                              |                              |                              |                              |                              |                              |                              |
| 5                                      | Los Angeles Chargers         | West                         | 12                           | 4                            | 0                            | .750                         | 4–2                          | 9–3                          | .477                         | .422                         |
| 6                                      | Indianapolis Colts           | South                        | 10                           | 6                            | 0                            | .625                         | 4–2                          | 7–5                          | .465                         | .456                         |
| Non qualificati per i play-off         |                              |                              |                              |                              |                              |                              |                              |                              |                              |                              |
| 7                                      | Pittsburgh Steelers          | North                        | 9                            | 6                            | 1                            | .594                         | 4–1–1                        | 6–5–1                        | .504                         | .448                         |
| 8                                      | Tennessee Titans             | South                        | 9                            | 7                            | 0                            | .563                         | 3–3                          | 5–7                          | .520                         | .465                         |
| 9                                      | Cleveland Browns             | North                        | 7                            | 8                            | 1                            | .469                         | 3–2–1                        | 5–6–1                        | .516                         | .411                         |
| 10                                     | Miami Dolphins               | East                         | 7                            | 9                            | 0                            | .438                         | 4–2                          | 6–6                          | .469                         | .446                         |
| 11                                     | Denver Broncos               | West                         | 6                            | 10                           | 0                            | .375                         | 2–4                          | 4–8                          | .523                         | .464                         |
| 12                                     | Cincinnati Bengals           | North                        | 6                            | 10                           | 0                            | .375                         | 1–5                          | 4–8                          | .535                         | .448                         |
| 13                                     | Buffalo Bills                | East                         | 6                            | 10                           | 0                            | .375                         | 2–4                          | 4–8                          | .523                         | .411                         |
| 14                                     | Jacksonville Jaguars         | South                        | 5                            | 11                           | 0                            | .313                         | 1–5                          | 4–8                          | .549                         | .463                         |
| 15                                     | New York Jets                | East                         | 4                            | 12                           | 0                            | .250                         | 1–5                          | 3–9                          | .506                         | .438                         |
| 16                                     | Oakland Raiders              | West                         | 4                            | 12                           | 0                            | .250                         | 1–5                          | 3–9                          | .547                         | .406                         |
| Criteri di spareggio                   |                              |                              |                              |                              |                              |                              |                              |                              |                              |                              |
| 1. 2. 3. 4. 5. 6. 7. 8. 9. 10.         |                              |                              |                              |                              |                              |                              |                              |                              |                              |                              |
| Legenda                                |                              |                              |                              |                              |                              |                              |                              |                              |                              |                              |
| w — wild card ottenuta                 |                              |                              |                              |                              |                              |                              |                              |                              |                              |                              |
| x — partecipazione ai playoff ottenuta |                              |                              |                              |                              |                              |                              |                              |                              |                              |                              |
| y — campioni di division               |                              |                              |                              |                              |                              |                              |                              |                              |                              |                              |
| z — salto del primo turno di play-off  |                              |                              |                              |                              |                              |                              |                              |                              |                              |                              |
| * — vantaggio del campo ottenuto       |                              |                              |                              |                              |                              |                              |                              |                              |                              |                              |

## Premi

### Premi settimanali e mensili
- Dane Cruikshank:

giocatore degli special team della AFC della settimana 2
- Marcus Mariota:

giocatore offensivo della AFC della settimana 4
- Wesley Woodyard:

difensore della AFC della settimana 10
- Derrick Henry:

giocatore offensivo della AFC della settimana 14
running back della settimana 14
running back della settimana 15
giocatore offensivo della AFC del mese di dicembre